# Isabel Toledo
Pour les articles homonymes, voir Toledo.
Isabel Toledo (née Maria Isabel Izquierdo le 9 avril 1960 à Camajuaní (Cuba) et morte le 26 août 2019 à Manhattan (États-Unis)) est une styliste américaine d'origine cubaine.
Elle acquiert une réputation importante pour avoir confectionné la robe jaune que portait Michelle Obama le jour de l'investiture de son époux, Barack Obama.

## Biographie
Isabel Toledo est née Maria Isabel Izquierdo à Camajuaní (Cuba). Elle grandit à l'ouest de New York, dans le New Jersey, où elle fréquente le lycée et rencontre son futur mari et collaborateur, Ruben Toledo, qu'elle épouse en 1984. Elle fréquente le Fashion Institute of Technology (NY) et la Parsons School of Design (NY) où elle étudie la peinture, la céramique et le design de mode. Toledo était une couturière passionnée depuis son plus jeune âge.
Elle confectionne dans son atelier, travaillant à son rythme et non pas à celui des Semaines de la mode ou des saisons imposées.
Isabel Toledo est décédée d'un cancer du sein, dans un hôpital de Manhattan, le 26 août 2019.